# Lista filmelor românești cenzurate în perioada comunistă
Această listă cuprinde filme românești realizate în perioada 1968-1989 care au fost interzise, modificate sau marginalizate de autoritățile regimului comunist din România, din motive ideologice, estetice sau politice.
| An   | Film                | Regizor         | IMDb | Motiv cenzură |
| ---- | ------------------- | --------------- | ---- | --- |
| 1967 | Meandre             | Mircea Săucan   | IMDb | Estetica modernistă, considerată incompatibilă cu "realismul socialist". Lansat în doar câteva cinematografe, apoi retras. Recuperat după 1990 și reevaluat de critici. |
| 1968 | Reconstituirea      | Lucian Pintilie | IMDb | Filmul critica sistemul represiv comunist, miliția și ideea de "reeducare". A fost retras de pe ecrane o perioadă, apoi reaprobat pentru proiecții limitate. După 1990 a devenit o referință majoră a cinematografiei românești. |
| 1972 | Puterea și adevărul | Manole Marcus   | IMDb | Deși filmul părea la suprafață o glorificare a luptei comuniste pentru putere, el conținea un comentariu critic subtil asupra abuzurilor și trădărilor din interiorul sistemului. Autoritățile regimului comunist au recunoscut în film o paralelă cu epurările și luptele interne de partid, iar figura protagonistului integru intra în contrast cu imaginea liderilor reali ai vremii. Filmul a fost retras temporar din circulație și proiectat rar. A fost reabilitat abia după 1990, fiind considerat unul din filmele românești din perioada comunistă care au reușit să critice regimul prin mijloace artistice subtile. |
| 1973 | 100 de lei          | Mircea Săucan   | IMDb | Film poetic, cu o abordare neconvențională și introspectivă. A fost retras imediat după premieră. |
| 1976 | Dincolo de pod      | Mircea Veroiu   | IMDb | Adaptare cinematografică după romanul Ion de Liviu Rebreanu. Tonul filmului este grav, meditativ, cu accente existențialiste și nu servea narativul propagandistic dorit de autorități. Deși prezintă viața țăranilor și conflictele sociale, filmul nu glorifică lupta de clasă, ci accentuează dezumanizarea, sărăcia și degradarea umană - teme considerate indezirabile de ideologia oficială, Difuzat discret, fără promovare. Nu a fost interzis oficial dar a fost marginalizat. |
| 1980 | Proba de microfon   | Mircea Daneliuc | IMDb | Cenzurat parțial și lansat cu mari dificultăți din cauza criticii sociale și a atmosferei realiste, incomode pentru regimul comunist. |
| 1981 | Croaziera           | Mircea Daneliuc | IMDb | Cenzurat din cauza criticii subtile dar evidente, la adresa sistemului totalitar și a mecanismelor de control social impuse de regimul comunist. Motivele principale ale cenzurii : aluzie la colectivismul forțat și la uniformizarea individului, critica birocratizării și limbajului propagadistic, ironizarea ipocriziei morale și sociale, refuzul final al personajului de a se integra în "colectiv". |
| 1982 | Glissando           | Mircea Daneliuc | IMDb | Motivul cenzurii sunt legate de caracterul alegoric, atmosfera sumbră și tematica percepută ca subversivă, într-un context politic care respingea orice ambiguitate sau critică indirectă. |
| 1982 | Secvențe            | Alexandru Tatos | IMDb | Cenzurat subtil și marginalizat de autoritățile comuniste din cauza conținutului autoreflexiv, realist și critic al adresa condiției umane și a sistemului social. |
| 1983 | Faleze de nisip     | Dan Pița        | IMDb | Filmul a fost interzis imediat după premiera sa de către regimul comunist. Interzicerea sa a fost direct legată de conținutul filmului care a fost perceput ca o critică deschisă la adresa abuzului de putere și a lipsei de justiție. Filmul nu a mai fost difuzat public până după Revoluția din 1989. |